# 和泉ゆか
和泉 ゆか（いずみ ゆか、1979年9月20日 - ）は日本のタレント、女優。新潟県出身、埼玉県育ち、バックアップ・プロモーション所属。旧芸名は泉 珠恵（いずみ たまえ）。

## 略歴
高校生からタレントとして活動し、バラエティ番組、レポーター、舞台、MCなどで活動。近年は女優としての活動が主である。

## 出演

### 映画
- 「ベースボールキッズ」　中村恵理菜役　監督:瀧澤正治
- 「水霊(ミズチ)」　西村望役　監督:山本清史
- 「びっくり喫茶」　ウェイトレス役　監督:山岡真介
- 「デコトラの鷲4 愛と涙の男鹿半島」　木枯らしミッチー役　監督:香月秀之
- 「Benisachi紅幸」　理美役　監督:篠原哲雄
- 「地球でたったふたり」　大河内敦子役　監督:内田英治
- 「ヨムトシヌ～DEATH COMIC～」　ユミ役　監督：田尻裕司
- 「最高でダメな男～かんからちん～」　戸川真理役　準主演　監督：藤橋誠
- 「浅草堂酔夢譚」“モナコ国際映画祭 準グランプリ”　監督：荻野欣士郎
- アイドル7×7監督「それにしてもミクのやつ」　京香役　監督:太田博

### Vシネマ
- 「ほんとうにあった怖い話～屍霊～」　中島峰子役主演
- 「怪談<弐>～職場怪談～」　中本真琴役
- 「ほんとうにあった怖い話～残業～」　遠藤佐和子役

### 携帯シネマ
- 「HEART BEAT FREAKS」　ヨシコ役
- 「それがわたし～やせ我慢する女～」　真希役

### 舞台
- 「赤毛のアン」　ダイアナ役
- 「ミラーマンになりたくて！」　玲子役
- 「浅草かんのん通り 花もの屋旅館」　花屋比差世役
- 「突然MのごとくPart3～School Wars Legend～」　花形マリー役
- ゆーとぴあ30周年記念ライブ！｢おばけのチャ×3｣ 　北村早苗役

### ドラマ
- 「山田家の三姉妹」　山田はなこ役　レギュラー　(CS日本)
- 「おとなの眼鏡～タイム～」 黒水麻耶役　(チバテレビ)
- 「呪いのマンナさん」　ユミ役　(BS-i)

### TV
- NTV「1億人の大質問!?笑ってコラえて!」
- TBS「ちょっといいもの」「ワニのこだわり」(準レギュラー）
- CX「ふうふうごはん」「危機一髪!SOS」コーナーレポーター
- ANB「ちゃんネプ 恋するウフフ…」
- TX「64マリオスタジアム」「ｽﾀﾒﾝBAND～ｽﾀｲﾘｯｼｭ MEN’S BAND｣レポーター（レギュラー）「和風総本家」
- MBS「ゲームの惑星」(レギュラー)
- ABC「That’s東京ディズニーリゾート」レポーター
- CBC「ミックスパイ+」
- 東海テレビ「バイクトライアル'97」(特番)レポーター「温泉ワールドクルージング」(特番)レポーター
- 名古屋テレビ「大人になりたい」(レギュラー)
- BS朝日「情報海賊 Future Pirates」レポーター
- スカイパーフェクTV「恋のデザートMAP」レポーター「特選！ウィークエンドプラン～旅わくわく～」
- BS-i「お父さんのためのショウビズ講座」05年9月レギュラー出演

### ラジオ
- 名古屋シティFM「天然娘パワフルサタデー」（レギュラーMC）
- ネットラジオ「鴻上尚史の生きのびるために笑う」06年9～12月 レギュラーアシスタント

### その他
- フジテレビ「東京国際コメディフェスティバル2004」（司会進行）
- ファッション写真集「TRANSIT」04年6月発売 MCプレス